# Haeam Hyŏnmu
Haeam Hyŏnmu (ur. 5 stycznia 1886, zm. 1985) – współczesny koreański mistrz sŏn.

## Życiorys
Urodził się w Sŭngjun Choi w Północnej Korei w rodzinie chłopskiej. Po śmierci ojca, w wieku 11 lat, wstąpił do klasztoru P’onguk w pobliżu Seulu. Mnichem nowicjuszem został w wieku 15 lat, a pełnym mnichem sŏn w wieku 25 lat. Najpierw był uczniem mistrza sŏn Hyewŏla, a następnie słynnego mistrza Mangonga, od którego otrzymał przekaz Dharmy.
Był opatem wielu dużych świątyń, a w 1956 r. został opatem słynnego klasztoru Sudŏk.
Gdy zmarł w maju 1985 r. w ceremonii pogrzebowej wzięło udział ponad 5000 osób.

## Linia przekazu Dharmy
- Zobacz: Mangong Wŏlmyŏn